# Саамский парламент Финляндии

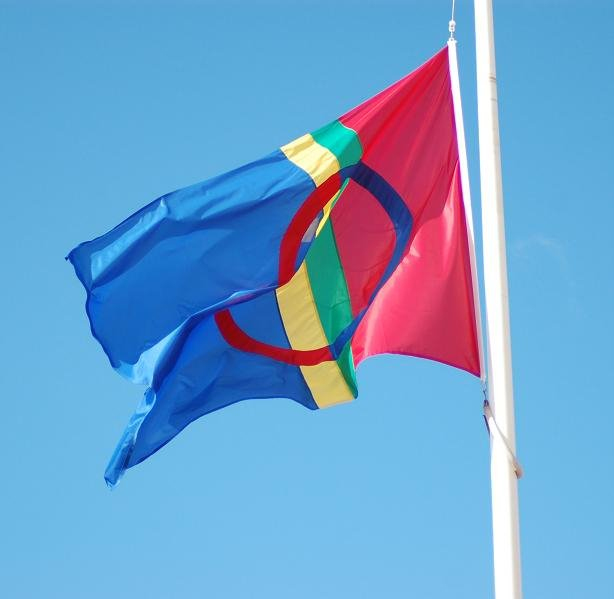
Флаг саамов

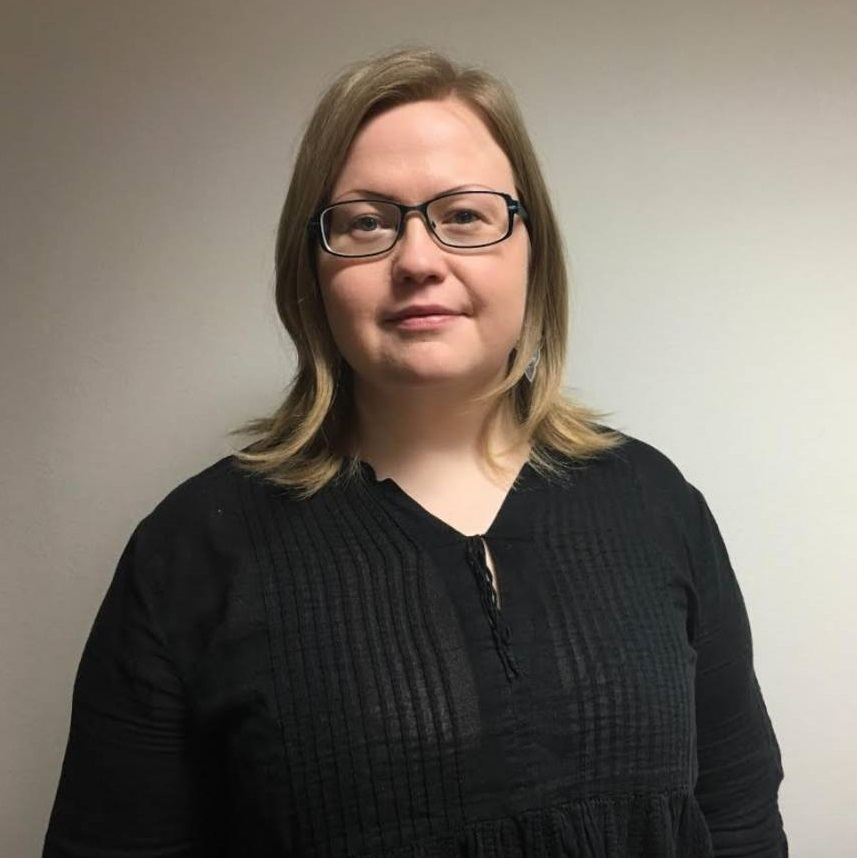
Тиина Санила-Айкио, председатель Саамского парламента Финляндии с 2015 по 2020 год

Саамский парламент Финляндии (фин. Saamelaiskäräjät, северносаам. Sámediggi, инари-саам. Sämitigge, колтта-саам. Sää´mte´ǧǧ — дословно «Саамское народное собрание») — выборный представительный орган культурного самоуправления саамов Финляндии. Действует с 1973 года; в нынешней организационной форме — с 1996 года. Состоит из 21 депутата. Председатель Парламента с 28 марта 2015 года — Тиина Санила-Айкио (до этого с 2008 года председателем парламента был Клеметти Няккяляярви).
Территориально находится в посёлке Инари (община Инари провинции Лапландия). С 2012 года Саамский парламент Финляндии работает в саамском культурном центре Сайос, официальное открытие которого состоялось 3 апреля 2012 года, в день открытия сессии Саамского парламента нового созыва.

## История Саамского парламента
Законом Финляндии от 9 ноября 1973 года был учреждён представительный орган саамов Saamelaisvaltuuskunta («Саамская делегация»), который стал первым политическим органом саамов в мире. Нынешний Саамский парламент Финляндии (фин. Saamelaiskäräjät, «Саамское народное собрание») является преемником предыдущего Парламента и действует согласно «Закону о саамском парламенте» (фин. Laki saamelaiskäräjistä), который был подписан Президентом Финляндии Мартти Ахтисаари 17 июля 1995 года. В результате поправок, внесённых в этот закон 22 декабря 1995 года и утверждённых 2 марта 1996 года, северносаамское название парламента также было изменено — с Sámi parlameanta на Sámediggi.
21 марта 2013 года заседание Саамского парламента Финляндии в полном составе по инициативе европарламентария Нильса Турвальдса состоялось в Брюсселе, куда финский политик пригласил депутатов для ознакомления с системой поддержки Европейским союзом национальных меньшинств.

## Деятельность Саамского парламента

### Полномочия, направления деятельности
Саамский парламент — высший политический орган саамов, живущих в Финляндии. С юридической точки зрения Саамский парламент Финляндии представляет собой особое подразделение Министерства юстиции Финляндии, являясь при этом самостоятельным субъектом публичного права со своим собственным руководящим органом, а также бухгалтерией и аудиторской службой. Парламент имеет право вносить законодательные инициативы, а также выпускать заявления по вопросам, которые подпадают под его юрисдикцию. Саамский парламент — единственный в Финляндии орган, который имеет право выражать официальную точку зрения саамов в вопросах, которые затрагивают жизнь саамского населения этой страны. Депутаты Саамского парламента имеют право принимать участие в работе местных органов власти, высказывать своё мнение и вносить предложения.

Здание культурного центра Сайос, в котором работает Саамский парламент Финляндии

В ведении Саамского парламента Финляндии находятся в первую очередь те вопросы, которые связаны с реализацией закреплённых в §§ 17 и 121 действующей Конституции Финляндии прав саамского населения Финляндии, определяемые статусом саамов как одного из коренных народов, — на сохранение и развитие своего языка и своей культуры. Кроме того, Парламент решает вопросы, связанные с правом саамов пользоваться своим языком в органах власти, а также с автономией, которую имеют саамы на территории Саамского региона.
Парламент распределяет выделяемые государством средства в размере примерно 1 миллион евро в год. Основные статьи расходов — культура, образование, социальное и медицинское обслуживание.
В составе Парламента работают следующие рабочие группы:
- по вопросам образования и материального обеспечения образовательного процесса,
- по обеспечению условий жизни и прав саамов,
- по вопросам культуры,
- по социальным вопросам и здравоохранению,
- по проведению выборов,
- по вопросам саамских языков.

### Сохранение и возрождение саамских языков
По мнению министра юстиции Финляндии Анны-Майи Хенрикссон, высказанному в сентябре 2011 года, саамские языки в Финляндии находятся под угрозой исчезновения. Аналогичного мнения по этой проблеме придерживается Саамский парламент Финляндии, представители которого считают усилия государства по сохранению саамских языков недостаточными, отмечают нехватку кадровых и материальных ресурсов, в том числе учебно-методических материалов.
При этом руководство Парламента вполне положительно оценивает тот раздел программы Правительства Юрки Катайнена (работающее с 22 июня 2011 года), который посвящён саамской проблематике, поскольку большинство требований саамов нашли в них своё отражение. В частности, в этой программе, опубликованной 17 июня 2011 года, говорится о том, что до конца 2011 года Министерство образования и культуры Финляндии разработает программу возрождения саамских языков. Эта работа проводится по инициативе и при участии Саамского парламента Финляндии; в программе правительства сказано, что правительство берёт на себя обязательства по реализации программы возрождения саамского языка, включая её материальное обеспечение. В правительственную программу также включено положение о языковых правах саамов; в частности, в ней говорится о том, что государство берёт на себя обязательства по социальному обеспечению и предоставлению медицинских услуг на саамском языке. Как сказано на сайте Саамского парламента, правительственная программа правительства Катайнена является историческим документом для саамского народа, поскольку впервые в государственном документе такого уровня имеется комплексная программа развития культуры и прав саамов. «Я очень доволен содержанием правительственной программы, — заявил президент Саамского парламента Клеметти Няккяляярви. — В ней говорится о поддержке языка и традиций саамов, о программе возрождения языка, о развитии культурной автономии саамов».

### Требования Парламента относительно саамской службыYLE
Ещё один вопрос, которым занимается в последнее время Саамский парламент Финляндии, связан с работой Саамского радио (YLE Sámi Radio), которое в настоящее время является подразделением общественной финской телерадиокомпании YLE, и новостной программы на северносаамском языке Ođđasat (копродукция YLE и телекомпаний Норвегии и Швеции). В марте 2011 года Саамский парламент потребовал, чтобы YLE передала свою саамскую службу в его ведение: административный совет телерадиокомпании, по мнению Саамского парламента, не обладает должной компетенцией в саамских вопросах, а потому не способен обеспечить нормального развития Саамского радио Финляндии.

## Выборы

### Общие положения
Выборы в Саамский парламент Финляндии проводятся один раз в четыре года. В результате выборов избираются 21 депутат и 4 резервных депутата. Каждая из финляндских общин, которые находятся на территории саамской юрисдикции (Инари, Соданкюля, Утсйоки и Энонтекиё) представлена в Саамском парламенте по крайней мере тремя депутатами и одним резервным депутатом (который становится депутатом в случае выбытия из Парламента действующего депутата от этой общины).
В соответствии с Законом о Саамском парламенте № 974/1995 (§ 3) в выборах депутатов имеет право принять участие гражданин Финляндии, который сам считает себя саамом — и при этом выполняется одно из следующих условий:
- саамский язык является родным либо для него, либо для его родителей, либо для кого-либо из его бабушек или дедушек[12];
- он является потомком человека, который был в своё время официально зарегистрирован как горный лопарь (фин. tunturilappalainen), лесной лопарь (фин. metsälappalainen) или лопарь-рыболов (фин. kalastajalappalainen) в исторических земельных реестрах, которые велись в 1695—1932 годах[12];
- по крайней мере один из его родителей участвовал (или мог бы участвовать) в выборах в Саамский парламент, созданный в соответствии с законом от 1995 года, или в выборах в Саамский совет, созданный в соответствии с законом от 1973 года.

Известно, что сам Саамский парламент выступал против такого расширенного определения понятия «саам», объясняя свою позицию опасением размывания саамской общины лицами, которые фактически относятся к финскому населению. Эту позицию поддержал и Комитет ООН по ликвидации расовой дискриминации, который в 2012 году отметил, что, по его мнению, Высший административный суд Финляндии чересчур расширил понятие саамов, в результате в Саамский парламент Финляндии попадает много не-саамов, что способствует ускорению ассимиляции саамской культуры с финской.

### Руководство Саамского парламента
Председатель Саамского парламента руководит политической деятельностью парламента и представляет саамов Финляндии как на национальном, так и на международной уровне. С момента основания Саамского парламента в 1996 году по 2007 год его председателем был Пекка Айкио.

### Выборы 2007 года
В 2007 году выборы проходили с 3 сентября по 1 октября; на 21 депутатское место претендовали 45 кандидатов.
Избирательная комиссия Саамского парламента Финляндии на своём заседании, прошедшем 3 октября 2007 года, подтвердила результаты выборов в Саамский парламент Финляндии. Явка избирателей составила 55,8 %, своим правом голосования воспользовался 2971 избиратель.
Депутаты Саамского парламента Финляндии на период 2008—2011:
От Энонтекиё:
- Магга, Ристен-Рауна
- Няккяляярви, Хейкки Клеметти
- Юусо, Туомас Аслак

От Инари:
- Лумисалми, Эркки[сев.-саам.]
- Пеккала, Пекка
- Пиетикяйнен, Ану

От Утсйоки:
- Лянсман, Аско
- Нуоргам, Анне
- Тапиола, Нилла

От Соданкюля:
- Айкио, Пекка
- Магга, Петра
- Ээреля, Рауни

От территорий, не входящих в состав Саамского региона:
- Айкио, Мария София
- Гутторм, Вейкко
- Йомппанен, Йоуни Илмари
- Палтто, Хейкки
- Порсангер, Вейкко
- Сайетс, Ян Хенрик
- Сеуруярви-Кари, Ирья
- Холмберг, Лийса
- Эриксен, Хейди

На пленарном заседании депутатов Парламента председателем Парламента на период с 2008 по 2011 год был избран Клеметти Няккяляярви (род. в 1960 году). Няккяляярви по профессии — переводчик с северносаамского языка, учёный в области культурной антропологии. Первым вице-президентом Парламента была избрана Ирья Сеуруярви-Кари, вторым вице-президентом — Эркки Лумисалми.

### Выборы 2011 года
С 5 сентября по 3 октября 2011 года прошли очередные выборы в Саамский парламент Финляндии.
В голосовании приняли участие 49,6 % от 5483 человек, которые имели право участвовать в выборах (это более низкий показатель, чем на предыдущих выборах). Из 41 кандидата был избран 21 депутат: от общины Инари — восемь, от Утсйоки — шесть, от Соданкюля и Энонтекиё — по три; ещё один депутат был избран от саамов, которые проживают за пределами Саамского региона Финляндии. Кроме того, от каждой из общин было избрано по одному резервному депутату. Среди избранных депутатов — Клеметти Няккяляярви, действующий президент Саамского Парламента (он был избран от Энонтекиё). Из 21 депутата 11 были избраны впервые.
15 февраля 2012 года состоялось первое пленарное заседание нового состава, на нём председателем Парламента на период с 2012 по 2015 год был переизбран Клеметти Няккяляярви.
3 апреля 2012 года в помещении саамского культурного центра Сайос открылась сессия Саамского парламента Финляндии нового созыва, в тот же день состоялось официальное открытие культурного центра. В обоих мероприятиях участвовал президент Финляндии Саули Нийнистё.